# Dungeons & Dragons: Tower of Doom
Dungeons & Dragons: Tower of Doom ist das erste von zwei Arcade-Spielen des japanischen Entwicklers Capcom, basierend auf dem Rollenspielregelwerk Dungeons & Dragons. Das Spiel ist in der Kampagnenwelt Mystara angesiedelt und wurde 1993 veröffentlicht. 1999 wurde es mit seinem Nachfolger Dungeons & Dragons: Shadow over Mystara unter dem Titel Dungeons & Dragons Collection auch für Sega Saturn veröffentlicht.

## Handlung
Das friedliche Land Darokin wird von zahlreichen Monstern geplündert, ein Ort nach dem anderen fällt den Aggressoren zum Opfer. Corwyn Linton, ein Mitglied des Hohen Rats des Landes, vermutet dahinter den Plan einer feindlichen Macht und bittet daher eine Gruppe Abenteurer, die Vorgänge aufzuklären.

## Spielprinzip

### Allgemein
Tower of Doom ist ein side-scrolling Beat ’em up mit Rollenspiel-Elementen, in dem in einer Spriteoptik vier verschiedene Charakter (Kleriker, Zwerg, Elf, Kämpfer) gegen Monster des D&D-Universums kämpfen, darunter Trolle, Schattenelfen (Drow), Betrachter, der rote Drache Flamewing oder der Endgegner Deimos, ein Lich. Das Spiel besitzt zudem eine verzweigte Handlung mit unterschiedlichen Lösungswegen und diversen Nebenhandlungen, wodurch Spieldurchgänge variieren können.
Die Spielfunktionen waren wesentlich umfangreicher als in gängigen Beat-’em-up-Spielen. Zusätzlich zu den üblichen Grundangriffen und Sprüngen umfasst die Aktionspalette noch Blocks, starke Attacken, rückwärtige Attacken, Schmetterangriffe, Kriechen und Ausweichen. Es erfordert zudem sorgfältige Planung, da die meisten Gegner dieselben Fähigkeiten wie die Helden besitzen und diese auch übertreffen können.
Ebenso wichtig wie der Nahkampf sind Fernangriffe und die Verwendung von Zaubersprüchen. Dolche, Hämmer, Pfeile und brennendes Öl können als Wurfwaffen verwendet werden, viele Gegner besitzen ähnliche Waffen. Zauber können mit Hilfe magischer Ringe oder durch die beiden spielbaren Zauberwirker (Elfe, Kleriker) eingesetzt werden.

### Charaktere
- Der Krieger ist der am besten ausbalancierte Kämpfer des Spiels. Er hat eine große Reichweite und große Kräfte sowie die meisten Gesundheitspunkte.
- Die Elfe besitzt eine geringere Reichweite mit ihrem Schwert und deutlich weniger Kraft als der Krieger, besitzt dafür aber sieben arkane D&D-Zaubersprüche: Magischer Pfeil, Unsichtbarkeit, Feuerball, Blitz, Andere Verwandeln, Eissturm und Todeswolke.
- Der Kleriker hat Kampffähigkeiten vergleichbar mit denen der Elfe. Er kann Untote vertreiben und fünf göttliche D&D-Zauber einsetzen: Person festhalten, Niederschlagen, Dauerhaftes Licht, Stöcke zu Schlangen und Schwere Wunden heilen. Er ist der versierteste Schildanwender und kann zahlreiche vertikale Attacken abblocken, denen die anderen Charaktere schutzlos ausgeliefert sind.
- Der Zwerg hat eine geringe horizontale Reichweite, dafür aber die beste vertikale. Aufgrund seiner hohen Combogeschwindigkeit ist er der stärkste Charakter im Nahkampf.

## Entwicklung
Capcom suchte für die Gewinnung der D&D-Lizenz einen Muttersprachler für die Verhandlungen mit Rechteinhaber TSR und stellte daher im November 1991 den langjährigen Gamemaster Alex „Raven“ Jimenez ein. Im Januar 1992 kam es schließlich zu den gewünschten Verhandlungen, in deren Verlauf die Frage aufkam, wie der Rollenspielaspekt angemessen umgesetzt werden könnte, ohne das Spiel in ein reines Kampfspiel abdriften zu lassen. Entgegen sonstiger Entwicklungsgewohnheiten entschied sich Capcom dafür, zuerst einen Handlungsrahmen zu entwerfen und das Spielprinzip im Anschluss daran anzupassen. Jimenez entwarf dazu ein Rollenspielabenteuer, das er erst in einer Pen&Paper-Spielrunde probespielen ließ.

## Portierungen
1999 veröffentlichte Capcom Shadows over Mystara zusammen mit seinem Vorgänger Tower of Doom in einer Compilation auf zwei CDs für die Spielkonsole Sega Saturn. Die mit großer Verspätung ausschließlich in Japan veröffentlichte Compilation wurde unter dem Titel Dungeons & Dragons Collection vertrieben und benötigte zusätzlich die 4-MB-RAM-Erweiterung für die Konsole. Es war zugleich einer der letzten Capcom-Titel für die auslaufende Saturn-Hardware. Wegen der schlechten Absätze der Konsole in Nordamerika und Europa verzichtete Capcom auf eine Veröffentlichung für diese Märkte. Die Portierung wies einige kleine Änderungen beim Spielprinzip auf, zudem war die Zahl der Spieler wegen der Limitierungen der Saturn auf maximal zwei statt der ursprünglichen vier begrenzt.
Im März 2013 kündigte Capcom auf der Messe PAX East einen erneuten Release beider Spiele zum Juni 2013 unter dem Titel Dungeons & Dragons: Chronicles of Mystara für Xbox 360, PlayStation 3, Wii U und Windows an. Die vom US-amerikanischen Entwickler Iron Galaxy Studios überarbeitete Version enthält unter anderem eine höher aufgelöste Grafik und die Möglichkeit, online wie im Original mit drei Mitspielern gemeinsam zu spielen. Die Mitspieler können dabei nahtlos laufenden Spielen beitreten oder sie wieder verlassen. Unterstützt wird der Ko-op über eine Matchmaking-Funktion, die passende Spielpartner durch Analyse der bevorzugten Spielweise vorschlägt, und Highscore-Tabellen. Ein Herausforderungsmodus stellt dem Spieler verschiedene spielerische Aufgaben, deren Erfüllung mit einer virtuellen Währung belohnt werden, die wiederum zum Freischalten verschiedener Boni genutzt werden können. Eine weitere neue Funktion ist die Adaption der ursprünglichen Spielregeln nach eigenen Vorstellungen.

## Rezeption
Allen Rausch vom US-amerikanischen Online-Spielemagazin GameSpy bezeichnete das Spiel als ebenbürtig zu ähnlichen Beat ’em ups wie Teenage Mutant Ninja Turtles und dem Arcade-Spiel zur Zeichentrickserie The Simpsons, auch wenn es im Gegensatz zu diesen Titel nicht im selben Maße in Erinnerung geblieben sei. Der Spieler kämpfe sich durch die sieben Spiellevel um am Ende herauszufinden, dass der ultimative Bösewicht nur die Schachfigur eines viel übleren Bösewichts ist, der erwartungsgemäß jedoch erst im Nachfolger auftritt.
Die 1999 für Sega Saturn veröffentlichte Dungeons & Dragons Collection, bestehend aus Tower of Doom und dem Nachfolger Shadow over Mystara, bezeichnete GameSpot-Autor James Mielke als lediglich durchschnittlich und bemängelte vor allem die trotz verpflichtender Nutzung der 4-MB-RAM-Konsolenerweiterung sehr langen Ladezeiten, die mitunter auch den Spielfluss unterbrechen können. 2005 zählte das US-amerikanische Online-Spielemagazin IGN die Dungeons & Dragons Collection hingegen zu den zehn besten Koop-Spielen.